# NGC 7532
NGC 7532 (другие обозначения — PGC 70779, MCG -1-59-5, MK 529, IRAS23117-0300) — линзовидная галактика в созвездии Рыбы.
В галактике наблюдается повышенное ультрафиолетовое излучение, и потому её относят к галактикам Маркаряна. Причиной является всплеск звездообразования из-за взаимодействия с соседними галактиками.
Этот объект входит в число перечисленных в оригинальной редакции «Нового общего каталога».